# 14.ª Divisão de Granadeiros da Waffen SS Galizien (1.ª Ucraniana)

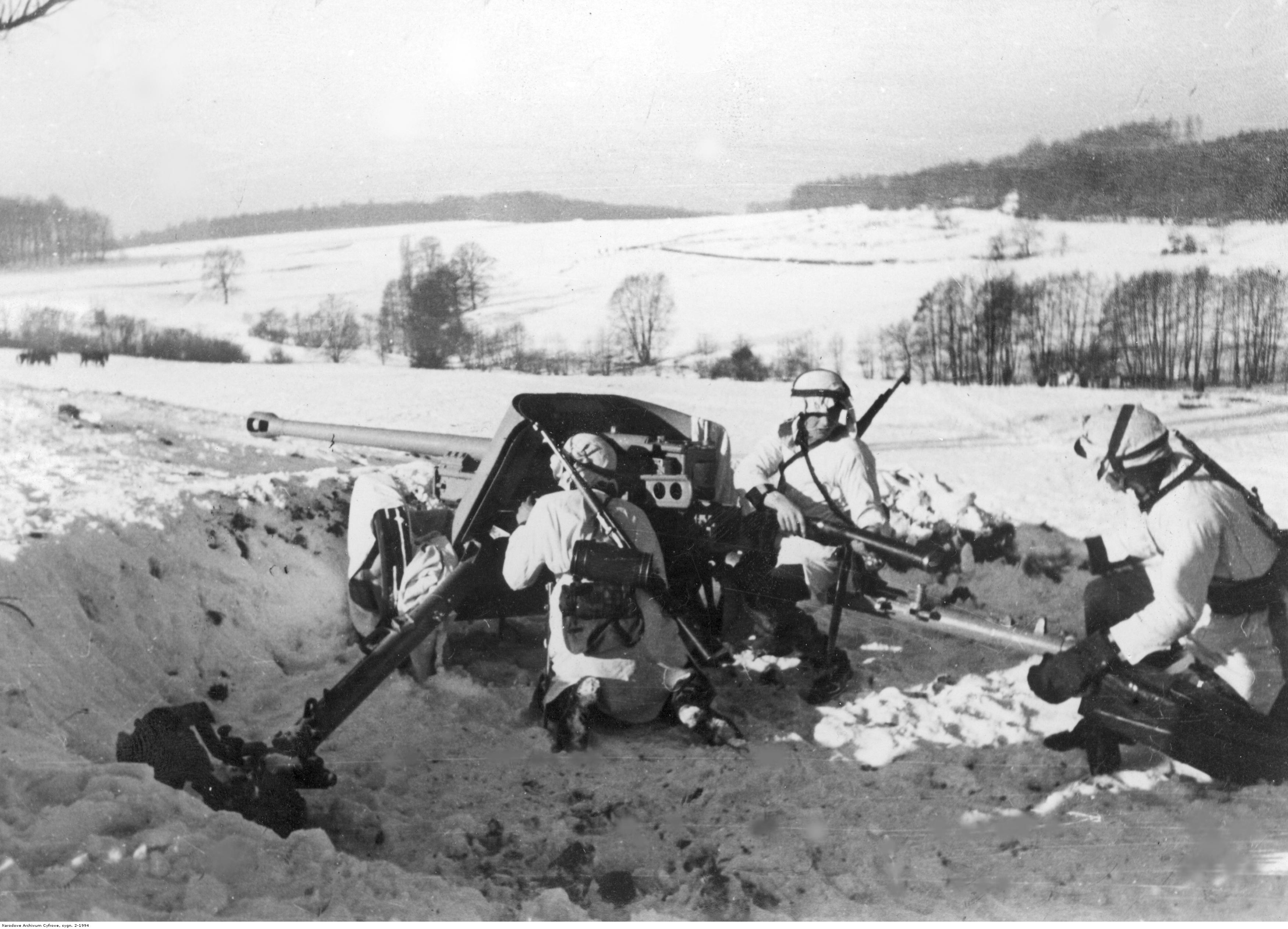
Soldados da 14ª Divisão da Waffen SS no Fronte Oriental, em 1944.

A 14.ª Divisão de Granadeiros da Waffen SS Galizien (1.ª Ucraniana) foi uma divisão de infantaria das Waffen-SS durante a Segunda Guerra Mundial. O seu quartel-general ficava na região ucraniana da Galícia, e a divisão era formada por voluntários ucranianos desta região, chefiados por oficiais alemães e austríacos.

## Antecedentes
Após a Primeira Guerra Mundial e a dissolução da Áustria-Hungria, o território da Galícia Oriental (Halychyna), povoado por uma maioria ucraniana, mas com uma grande minoria polonesa, foi incorporado à Polônia após a Guerra polaco-ucraniana. Entre as guerras, as lealdades políticas dos ucranianos no leste da Galícia foram divididas entre os democratas nacionais moderados e a mais radical Organização dos Nacionalistas Ucranianos. O último grupo se dividiu em duas facções, o OUN-M mais moderado liderado por Andriy Melnyk com laços estreitos com a inteligência alemã (Abwehr), e o OUN-B mais radical liderado por Stepan Bandera. Quando a Polônia foi dividida entre a Alemanha e a União Soviética sob os termos do Pacto Molotov-Ribbentrop em 1939, o território do leste da Galícia foi anexado à Ucrânia soviética. Em 1941 foi ocupada pela Alemanha.
Líderes ucranianos de várias convicções políticas reconheceram a necessidade de uma força armada treinada. Os alemães já haviam considerado a formação de uma força armada composta por eslavos, mas decidiram que isso era inaceitável, pois consideravam os eslavos como sub-humanos (untermenschen) em comparação com a raça dominante germânica Übermenschen. No início de 1943, perdas crescentes[6] levaram os líderes nazistas a alterar suas opiniões iniciais.

## Comandantes
A Divisão SS "Galizien" foi comandada por oficiais alemães, austríacos e ucranianos. Mas todos os comandantes de regimento eram alemães. 
O treinamento para os recrutas começou no Batalhão  SS de Treinamento de Propósitos Especiais (SS-Ausbildungs-Battalion z.b.V), comandado pelo SS Sturmbannführer Bernard Bartlet, enquanto o homem designado para supervisionar a formação da divisão era o general Walter Schimana (até outubro de 1943). Schimana nunca realmente comandou a divisão real, pois até o ponto de sua partida ainda era um batalhão de treinamento, composto principalmente por pessoal de treinamento temporário. De acordo com seu arquivo oficial da SS de 20 de outubro de 1944 e NÃO de 20 de novembro de 1943, foi liderado pelo SS-Brigadeiro General Fritz Freitag. O capitão Wolf Dietrich Heike (temporariamente destacado da Wehrmacht) era o chefe do Estado-Maior desde janeiro de 1944.

## Composição
- 29.º Regimento de Granadeiros Voluntários SS
- 30.º Regimento de Granadeiros Voluntários SS
- 31.º Regimento de Granadeiros Voluntários SS
- 14.º Regimento de Artilharia SS
- 14.º Batalhão de Fuzileiros SS
- 14. Batalhão Anti-tanque SS
- 14.º Batalhão de Engenharia SS
- 14.º Batalhão de Comunicações SS
- 14.º Batalhão de Defesa Anti-aérea SS
- 14.º Batalhão de Manutenção de Campo SS
- 14.º Batalhão de Abastecimentos SS